# Ken Dodd
Kenneth Arthur Dodd, detto Ken (Liverpool, 8 novembre 1927 – Liverpool, 11 marzo 2018), è stato un comico e cantante britannico.

## Biografia
Residente da sempre nell'area Knotty Ash di Liverpool, iniziò la carriera di intrattenitore negli anni '50.
Le sue esibizioni consistevano in un'incessante consegna di rapide battute, spesso surreali. La sua comicità era integrata da dei bastoncini da solletico di tre colori (bianco, rosso e blu). Spesso intervallava gli spettacoli con canzoni sia serie che divertenti, o con ventriloquismo. Ha lavorato anche in radio e televisione.
Nel 2017 è stato nominato Knight Bachelor.
Considerato l'ultimo grande intrattenitore di music-hall, ha avuto una carriera teatrale lunghissima, durata oltre sessanta anni. Si è spento all'età di 90 anni nel 2018.

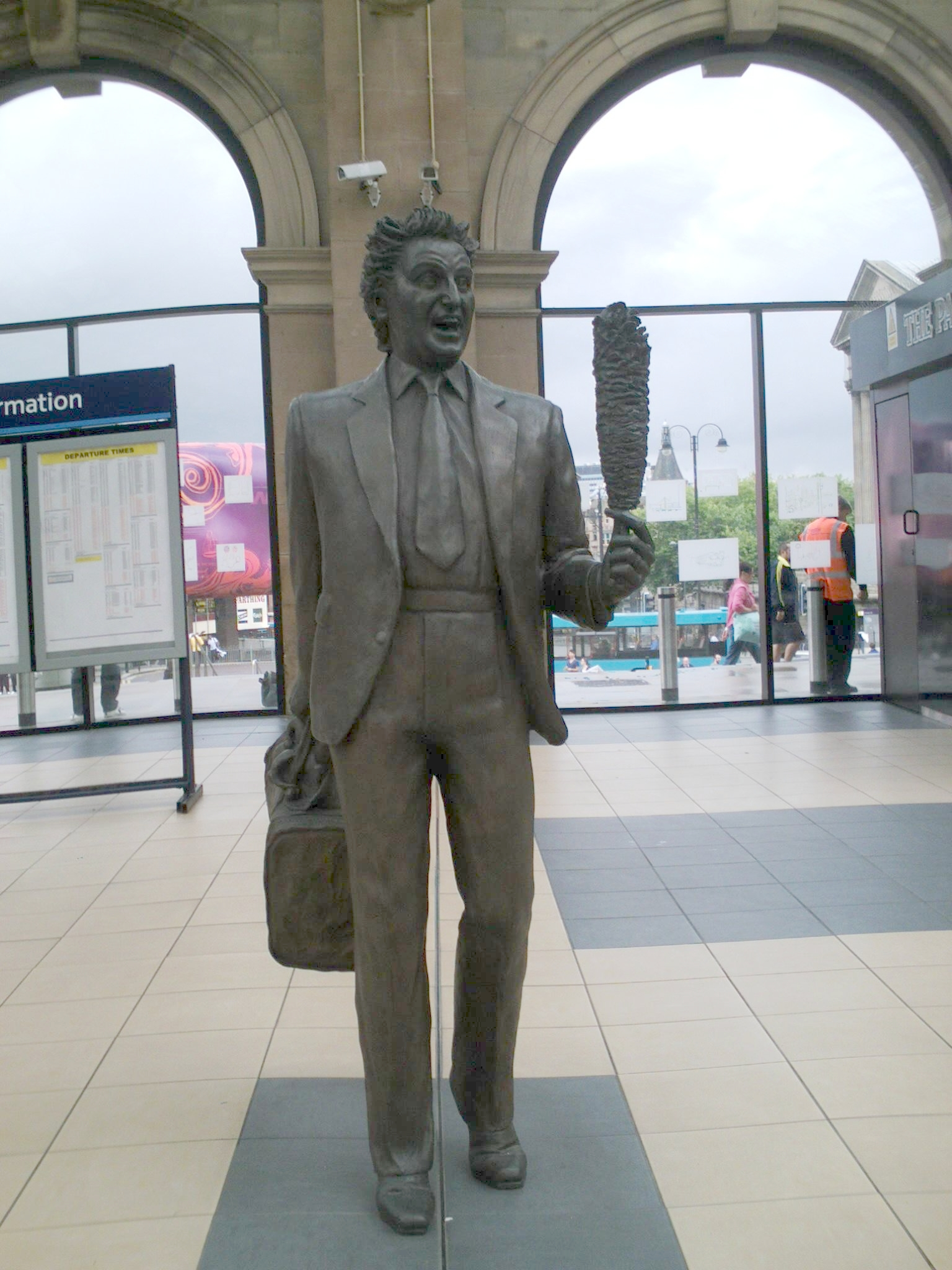
Una statua di Dodd che si trova alla stazione di Liverpool Lime Street

## Discografia
- Presenting Ken Dodd (Columbia, 1962)
- Doddy and the Diddy Men (Columbia, 1965)
- Tears of Happiness (Columbia, 1965)
- Tears & the River (Liberty, 1966)
- For Someone Special (Columbia, 1967)
- I Wish You Love (Columbia, 1967)
- Don't Let Tonight Ever End (Columbia, 1968)
- I'll Find a Way (Columbia, 1970)
- Brokenhearted (Columbia, 1971)
- With Love in Mind (Columbia, 1971)
- Just Out of Reach (Columbia, 1973)
- Love Together (EMI, 1976)
- Now and Forever (VIP Records, 1983)
- Ken Dodd and the Diddymen (Knotty Ash Records, 1987)